# 200유로 지폐
200유로 지폐(€200)는 유로 지폐 가운데 하나이다. 유로 지폐 중에서 액면 가치가 2번째로 높은 지폐인데 현재 발행되고 있는 지폐만을 기준으로 한다면 최고액권에 해당한다. 200유로 지폐는 343,000,000명에 달하는 유럽인들이 사용하는 유로존 소속 유럽 24개국의 통화인 유로 지폐 가운데 하나이기도 하다. 크기는 153 × 82mm이고 목화 섬유로 제조되었다. 지폐는 노란색을 띠고 있다. 지폐 앞면에는 아르 누보 양식으로 지어진 창문과 문, 지폐 뒷면에는 아르 누보 건축 양식으로 지어진 다리, 유럽 지도가 그려져 있다.
200유로 지폐 디자인은 1996년 12월 3일에 공개되었으며 로베르트 칼리나가 디자인을 맡았다. 다른 유로 지폐, 동전과 마찬가지로 2002년 1월 1일부터 발행되었다. 지폐에 있는 위변조 방지 요소로는 은화, 은선, 요판인쇄, 앞뒤판맞춤, 미세문자, 홀로그램 패치, 시변각잉크, 형광인쇄, 바코드가 있다. 2018년 9월 17일에는 200유로 2차 시리즈 지폐 디자인이 공개되었고 2019년 5월 28일을 기해 200유로 2차 시리즈 지폐가 발행되었다.

## 위변조 방지 요소
- 은화 : 지폐를 밝은 빛에 비추면 지폐에 그려진 그림(1차 시리즈 지폐는 건축물, 2차 시리즈 지폐는 에우로페하고 액면 숫자가 나타난다.
- 은선 : 지폐를 밝은 빛에 비추면 지폐 가운데에 검은색 은선이 나타나는데 은선에는 액면 숫자와 "EURO" 문자가 쓰여져 있다.
- 요판인쇄 : 지폐에 쓰여져 있는 "BCE ECB EZB EKT EKP" 문자와 액면 숫자, 건축물이 볼록하게 인쇄되어 있다.
- 앞뒤판맞춤 : 지폐를 밝은 빛에 비추면 지폐 앞면 왼쪽 상단과 뒷면 오른쪽 상단에 쓰여져 있는 액면 숫자가 일치한다.
- 미세문자 : 지폐를 확대해서 보면 미세하게 쓰여져 있는 액면 숫자와 "EURO ΕΥΡΩ" 문자가 연속적으로 인쇄되어 있는 것이 보인다.
- 홀로그램 패치 : 보는 각도에 따라 건축물이나 액면 숫자가 나타난다.
- 시변각잉크 : 보는 각도에 따라 액면 숫자의 색상이 보라색이나 초록색으로 바뀐다.
- 형광인쇄 : 지폐를 적외선에 비추면 지폐가 형광빛을 내는데 지폐에 따라 형광빛을 내는 부분이 다르다. 지폐를 자외선에 비추면 유리온 별자리와 형광 색사가 나타난다.
- 바코드 : 지폐를 밝은 빛에 비추면 은화 오른쪽에 있는 금속 선이 나타난다. 지폐는 금속 선의 수와 폭으로 식별할 수 있으며 맨체스터 코드가 이를 인식한다.

## 사진

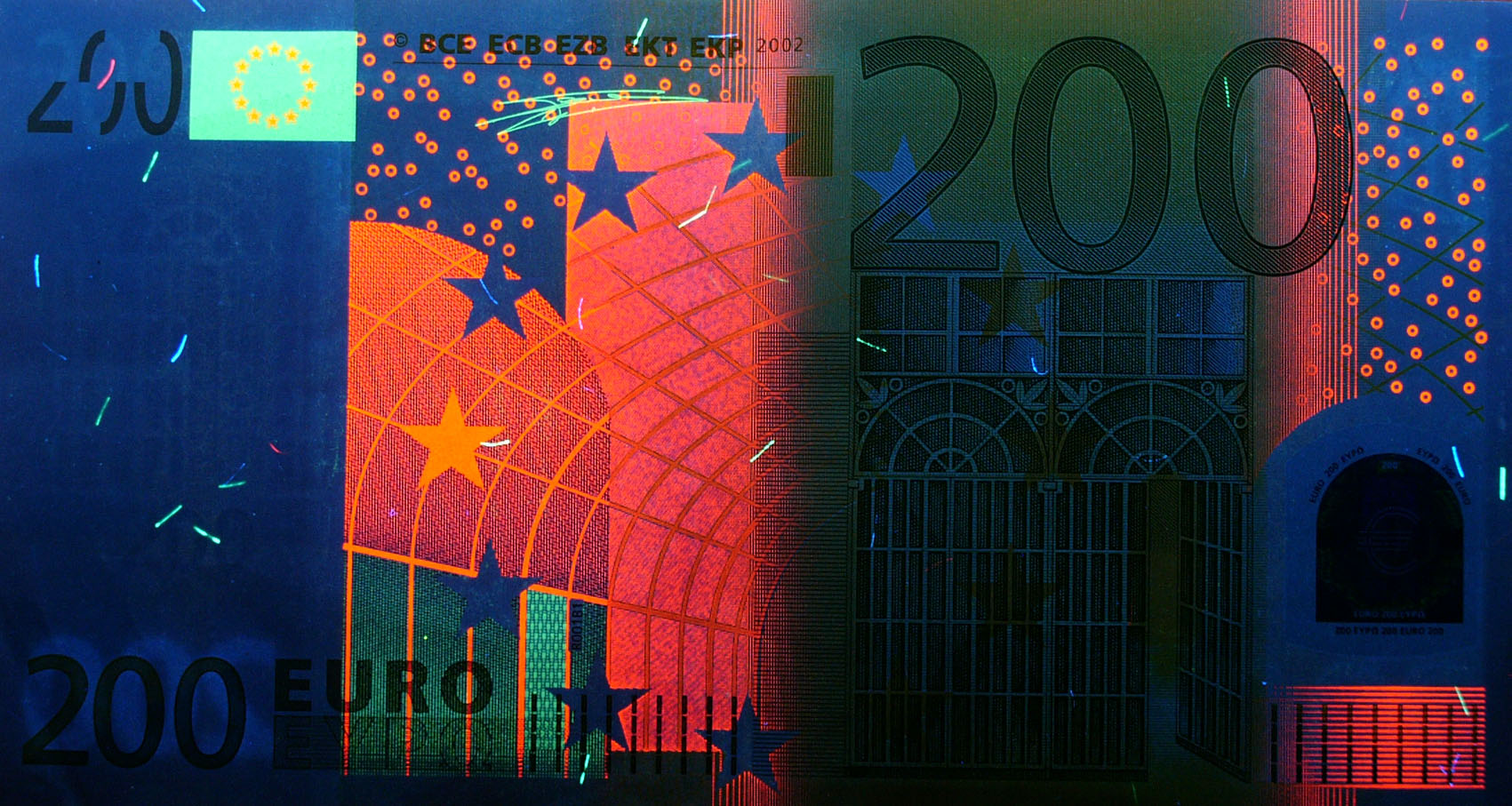
200유로 지폐 앞면을 형광빛에 비춘 모습
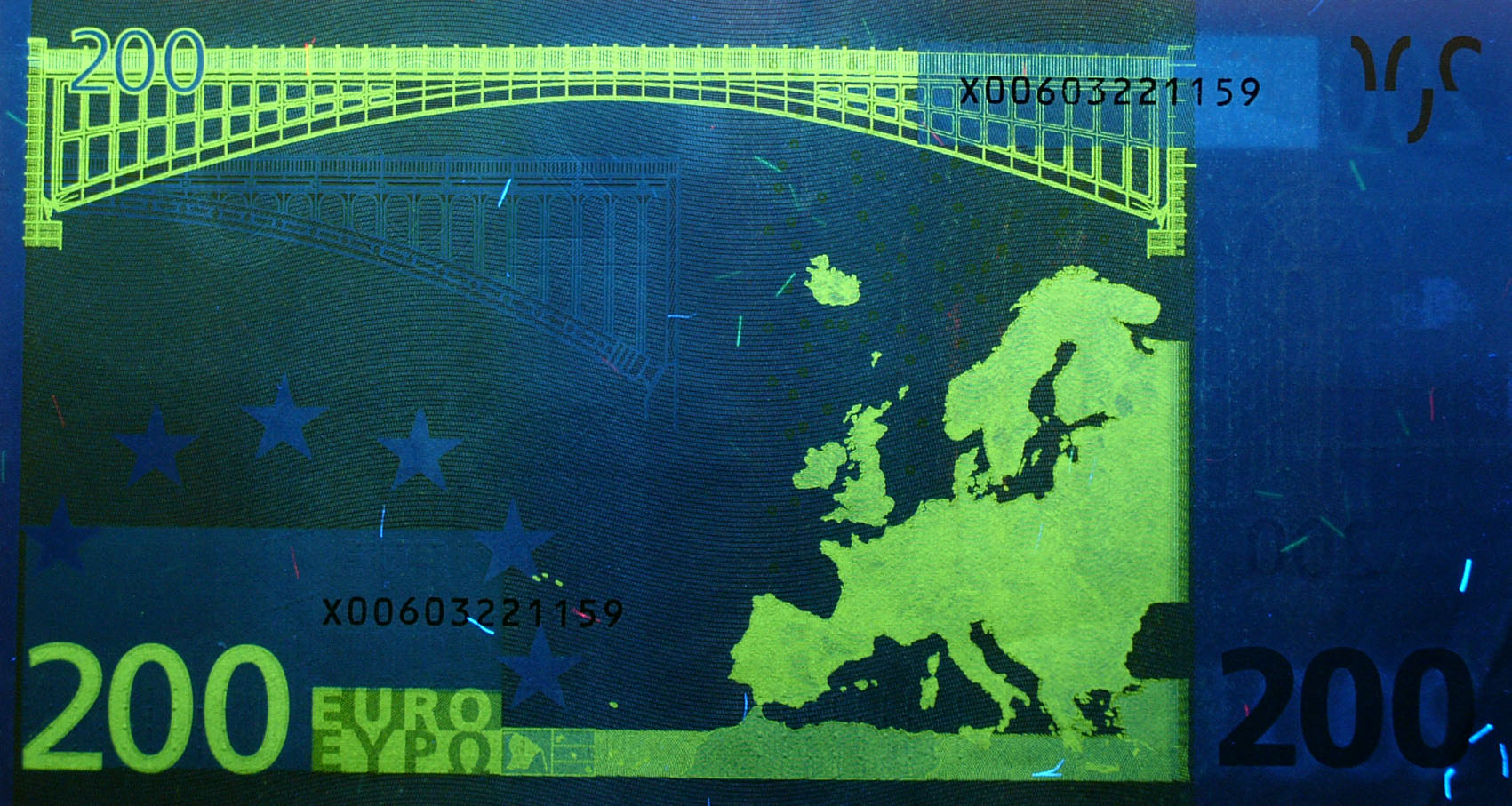
200유로 지폐 뒷면을 형광빛에 비춘 모습
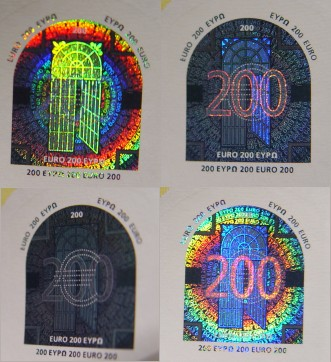
200유로 지폐에 부착된 홀로그램 패치